# Какистокрация
Какистокрация е система за управление, която се ръководи от най-лошите, най-малко квалифицирани или най-безскрупулните граждани.

## Произход
Той е използван и от английския автор Томас Лав Пийкок през 1829 г., но придобива значителна употреба през първите десетилетия на 20 век, за да критикува популистките правителства, възникващи в различни демокрации по света.

## Етимология
Думата произлиза от две гръцки думи: какистот (κάκιστος – „лошите“) и кратос (κράτος – „правило“), с буквално значение на правителството, създадено от най-лошите хора за този пост.

## Използване
Използването на думата е рядкост в началото на 20 век, но тя придобива популярност през 1981 г. с критиките към администрацията на Рейгън. От тогава терминът се използва, за да описва негативно различните правителства по света. Думата се връща към употреба по време на президентската кампания в САЩ през 2016 г., по-специално от противници и критици на кандидата за републикански президент Доналд Тръмп.

## Примери
За примери може да се посочат някои държави в днешно време:
| Държава  | Състояние на правителството |
| -------- | --- |
| Ирак     | Заради лошата икономическа обстановка, корупцията и въоръжените борби между отделни групировки, правителството трудно упражнява контрол върху държавата. Вътрешната сигурност е слаба – различни радикални ислямски духовници и фундаменталисти организират бомбени атентати, които почти винаги водят до голям брой жертви. Заради управлението си правителството е често критикувано и смятано за неподходящо. |
| Сирия    | Заради високата безработица, анархията в страната и военният режим, правителството получава много критики. |
| България | ГЕРБ+БСП+ИТН+ДПС... |